# František Havlíček (1908–1952)
František Havlíček (2. prosince 1908 Čestín – 12. listopadu 1952 Věznice Pankrác) byl český příslušník SNB, protinacistický a protikomunistický odbojář odsouzený v politickém procesu komunistickým režimem k trestu smrti a v roce 1952 popraven.

## Životopis
Narodil se v roce 1908 v Čestíně. Jeho otec byl četnický strážmistr. V dětství pět let navštěvoval obecnou školu a další dva roky studoval na měšťanské škole. Posléze začal studovat na reálné škole v Kutné Hoře, na níž úspěšně vykonal maturitní zkoušku. V srpnu 1928 pak nastoupil základní vojenskou službu. Zároveň studoval na škole pro záložní důstojníky a později se přesunul do Hranic, kde studoval na Vojenské akademii. V roce 1931 začal sloužit u dělostřelectva. V roce 1936 poté odešel k četnictvu, přičemž byl umístěn v Klatovech, Vysokém Mýtě a od roku 1940 v Chrudimi. V prosinci 1937 se oženil se svou přítelkyní Annou. Spolu měli dceru Evu (* 1939). Měl také dva sourozence, sestru Libuši a bratra Oldřicha.

### Za Protektorátu
V listopadu 1941 začal působit u Zemského velitelství četnictva v Praze. V dubnu 1942 byl zatčen gestapem a obviněn z poslouchání zahraničního rozhlasu, přípravy zemězrady a rozšiřování zpráv. Zatčeni byli kromě dalších padesáti osob i jeho tchán a švagr. Havlíček byl poté odsouzen ke čtyřletému trestu odnětí svobody. K roku 1943 se nacházel v koncentračním táboře Greusen.

### Po válce
Po konci druhé světové války byl v květnu 1945 propuštěn z pracovního tábora, kam byl nacisty odeslán. Nedlouho poté nabyl funkce velitele SNB v Klatovech, přičemž aktivně vyslýchal řadu bývalých příslušníků gestapa v oblasti. Zároveň působil jako styčný důstojník při jednáních s Američany, kteří oblast osvobodili od nacistů. Během těchto jednání měl Havlíček navázat kontakt s důstojníkem ze Spojených států amerických Hawaszem, kterému měl po komunistickém převratu v únoru 1948 slíbit poskytování zpravodajských informací. Ještě v roce 1945 se stal přitom stal členem KSČ. V říjnu 1946 byl povýšen do hodnosti podplukovníka.

### Únor 1948
V průběhu komunistického puče se 23. února 1948 aktivně zapojil do domovní prohlídky ústředí národněsocialistické strany. Za svou činnost během převratu byl oceněn Řádem Vítězného února. Ihned po převratu měl přitom plnit svou dohodu s důstojníkem Hawaszem a poskytovat mu řadu zpravodajských informací. Měl to být právě Havlíček, který americkou stranu informoval o Akci Kámen. Havlíček pak navíc několika osobám pomohl překročit státní hranici na západ. Od srpna 1948 spolupracoval v rámci své odbojové činnosti s Václavem Šnaidrem. Asi v této době měl navíc vymýšlet plán na osvobození generála Karla Janouška, který byl tou dobou v Československu vězněn. Významnému národněsocialistickému politikovi Petru Zenklovi měl navíc poskytovat řadu interních informací. 
V roce 1949 ukončil své působení u Sboru národní bezpečnosti a začal pracovat jako úředník u firmy Západočeské mlýny v Klatovech. V srpnu 1951 byl Havlíček zatčen poté, co kontaktoval agenta StB, o kterém se domníval, že je rovněž odbojářem. Ve vazbě byl poté mučen a donucen k přiznání činů, které nikdy nespáchal. Během vyšetřování pak zároveň vyšlo najevo, že během prohlídky v ústředí národněsocialistické strany si ponechal některé dokumenty, které v jejich ústředí nalezl.

#### Soudní proces a poprava
V politickém procesu konaném v květnu 1952 v Plzni byl za trestné činy velezrady, vyzvědačství a sabotáže poté odsouzen k trestu smrti, ztrátě veškerého majetku a státního občanství. Odvolání, jež podal, bylo v srpnu 1952 zamítnuto, stejně jako nedlouho poté žádost o prezidentskou milost. Soudní senát Státního soudu v Praze udělení milosti prezidentem nedoporučil s následujícím odůvodněním: „Nejsou zde podle přesvědčení senátu žádné důvody, které by nasvědčovaly tomu, že jmenovaní odsouzení by neměli býti navždy odstraněni z lidské společnosti, jakožto zapřísáhlí nepřátelé dělnické třídy a pracujícího lidu, jejichž důvěru plně zklamali.“
Popraven byl spolu se Šnaidrem v listopadu 1952. Jeho žena Anna byla zatčena v prosinci 1951 a v březnu 1953 odsouzena za trestné činy velezrady, vyzvědačství a neoznámení trestné činnosti k dvacetiletému trestu odnětí svobody. Propuštěna byla nakonec na jaře 1960. O smrti svého manžela nevěděla, stejně jako zbytek její rodiny, ještě několik měsíců po jeho popravě. K dlouholetým trestům odnětí svobody včetně čtyř doživotních trestů bylo v procesu odsouzeno několik dalších osob.

## Rehabilitace
Po sametové revoluci byli Havlíček i jeho žena rehabilitováni.

## Připomínky
- Jeho jméno je uvedeno na pamětní desce popraveným příslušníkům Sboru národní bezpečnosti umístěné na fasádě v podloubí před vstupem do budovy Policejního prezidia České republiky na adrese Strojnická 935/27, 170 89 Praha 7 – Holešovice.[9][10]
- Jeho jméno je rovněž uvedeno na Pomníku Miladě Horákové a Obětem komunismu v Praze 4 - Nuslích na Náměstí Hrdinů, u stanice metra Pražského povstání, před Vrchním soudem v Praze a Vrchním státním zastupitelstvím v Praze.[11]

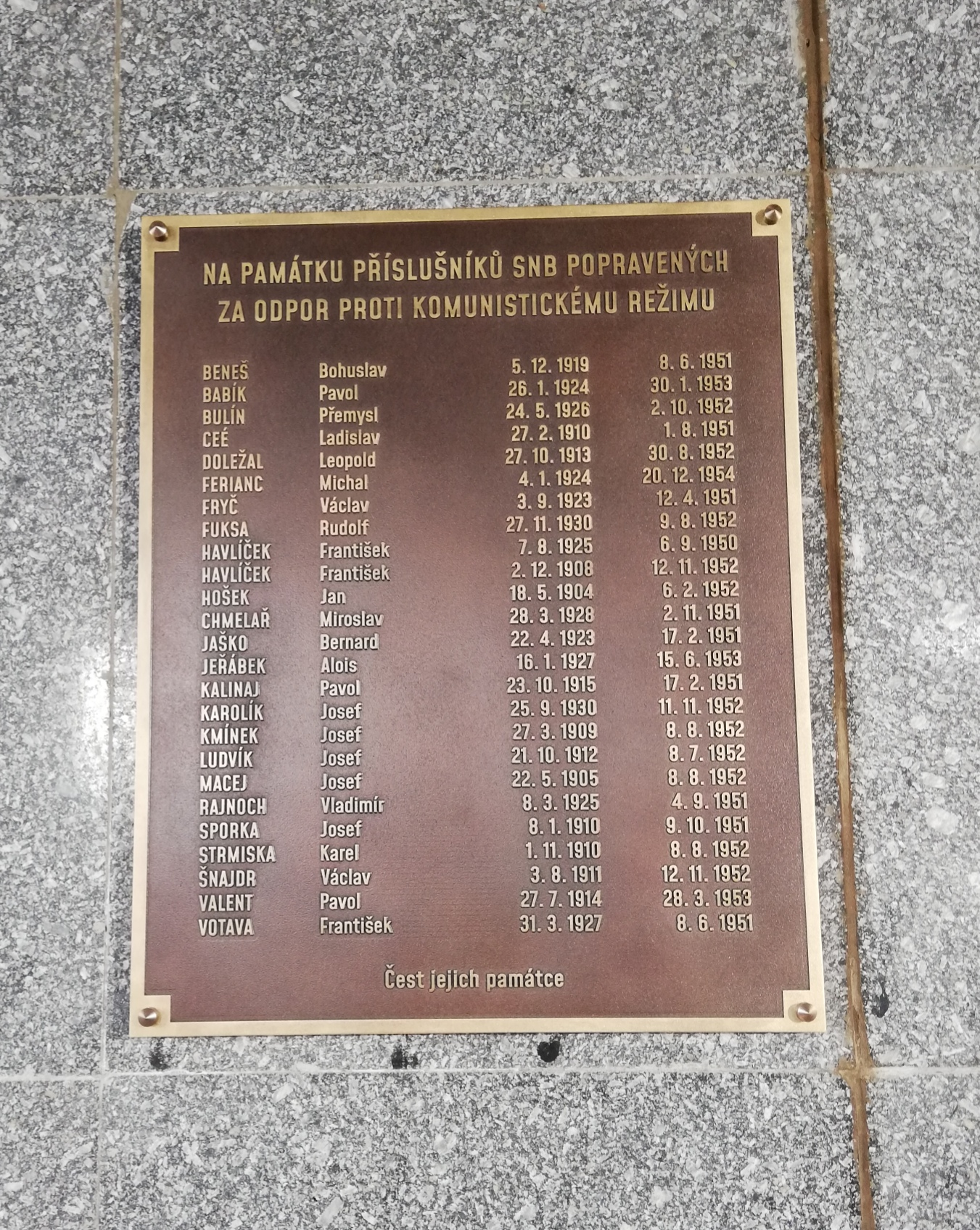
Pamětní deska popraveným příslušníkům Sboru národní bezpečnosti se jménem Fr. Havlíčka v pražských Holešovicích
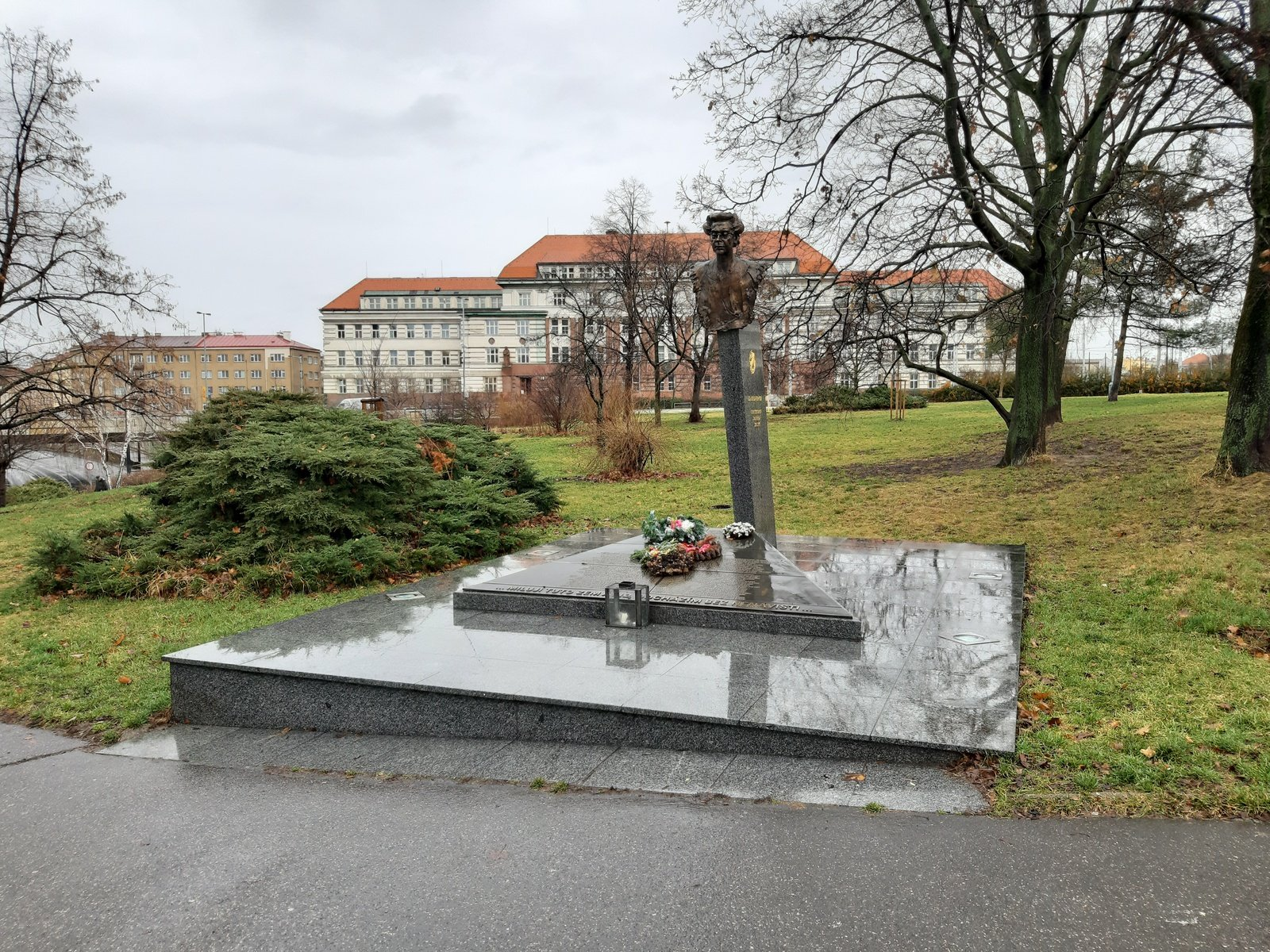
Pomník na náměstí Hrdinů v Praze 4 - Nuslích
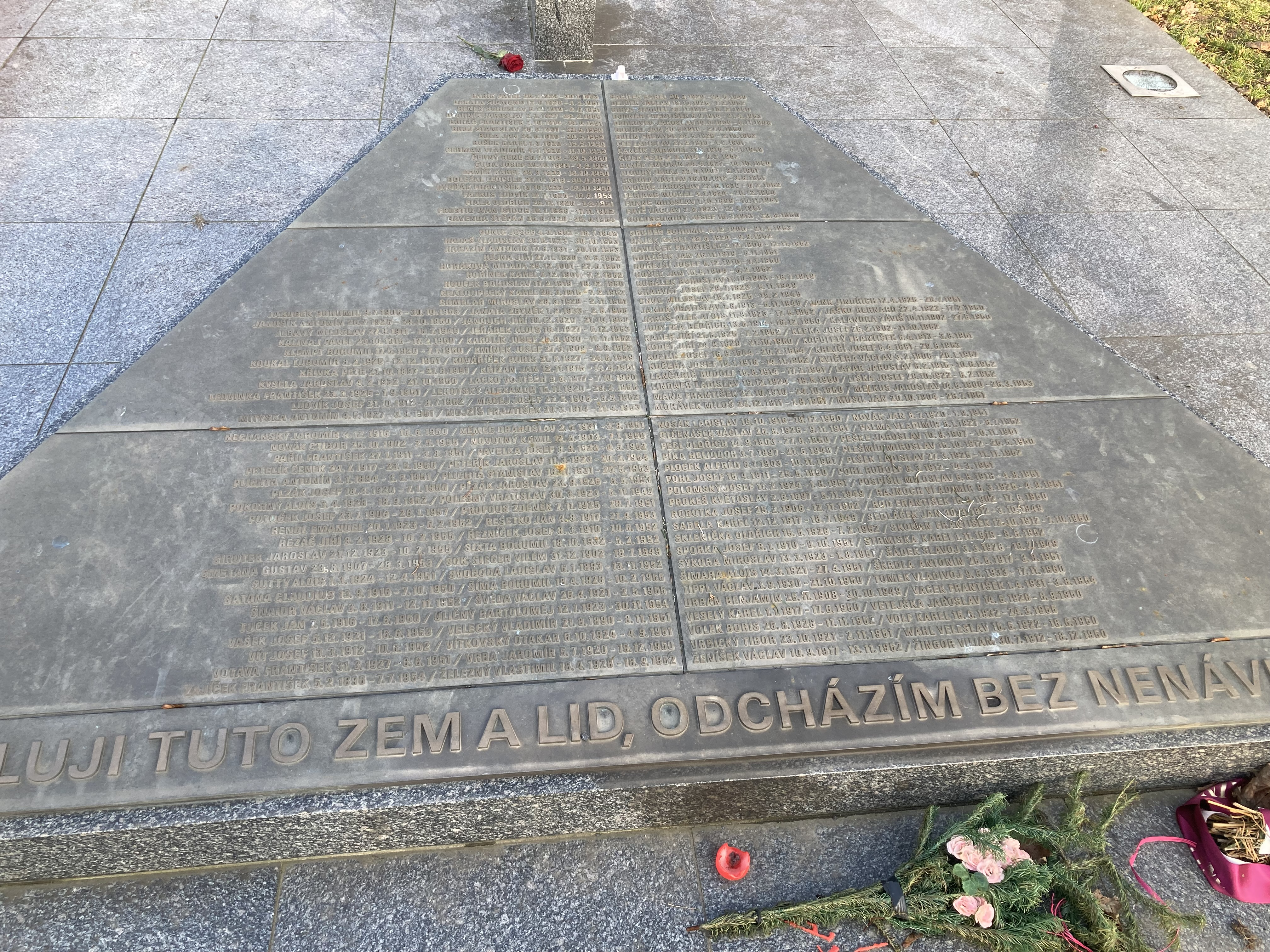
Seznam obětí komunismu se jménem Fr. Havlíčka na pomníku na náměstí Hrdinů v Praze 4 - Nuslích